# Loveland (Ohio)
Pour les articles homonymes, voir Loveland.
Loveland /ˈlʌvlənd/ est une ville des comtés de Hamilton, Clermont, et Warren dans l'État de l'Ohio aux États-Unis. Sa population était de 11 677 habitants en 2000.

## Géographie
Loveland est située à 39° 16′ 08″ N, 84° 16′ 13″ O (39,268759, −84,270397).
Selon les données du Bureau du recensement des États-Unis, Loveland a une superficie de 12,2 km² (soit 4,7 mi²) dont 12,0 km² (soit 4,7 mi²) en surfaces terrestres et 0,2 km² (soit 0,1 mi²) en surfaces aquatiques.

## Démographie
Loveland était peuplée, lors du recensement de 2000, de 11 677 habitants.

## Personnalités
- Tyler Biggs – joueur de hockey sur glace[3]
- Salmon P. Chase – Chief Justice des États-Unis[4]
- Ann Donahue – productrice et scénariste[5]
- Matt Hamill – lutteur et pratiquant professionnel de MMA
- Thomas T. Heath – général dans la Guerre de Sécession[6]
- Joe Kelly – linebacker professionnel de football américain[7]
- Jack Pfiester – joueur professionnel de baseball[8]
- Bill Schickel – Représentant d'État de l'Iowa
- Jerry Springer – ancien maire de Cincinnati, présentateur du The Jerry Springer Show[9]
- Mike Sylvester – joueur professionnel de basket-ball, médaillé d'argent pour l'Italie aux basket-ball aux Jeux olympiques d'été de 1980[10]
- Madison Young, née en 1980, actrice de films pornographiques, réalisatrice, productrice et féministe